# Покошицька волость
Покошицька волость — історична адміністративно-територіальна одиниця Кролевецького повіту Чернігівської губернії з центром у селі Покошичі.
Станом на 1885 рік складалася з 16 поселень, 30 сільських громад. Населення — 9259 осіб (4865 чоловічої статі та 4394 — жіночої), 1442 дворових господарства.
|                     | Площа, десятин | У тому числі орної, дес. |
| ------------------- | -------------- | ------------------------ |
| Сільських громад    | 9200           | 6954                     |
| Приватної власності | 8381           | 3306                     |
| Казенної власності  | 2372           | —                        |
| Іншої власності     | 87             | 51                       |
| Загалом             | 20040          | 10311                    |

Найбільші поселення волості на 1885 рік:
- Покошичі — колишнє державне й власницьке село за 50 верст від повітового міста, 1443 особи, 222 двори, православна церква, школа, ренськовий погріб, 3 постоялих будинки, 3 лавки. За 10 верст — крупорушка, водяний млин, 2 винокурний і гончарний заводи.
- Блистова — колишнє державне й власницьке село, 1125 осіб, 170 дворів, православна церква, лавка.
- Гнатівка — колишнє державне й власницьке село, 463 особи, 90 дворів, православна церква, постоялий будинок.
- Лоска — колишнє державне й власницьке село при річці Лоска, 93 особи, 17 дворів, православна церква, школа.
- Мезин — колишнє державне село, 700 осіб, 113 дворів, православна церква, постоялий будинок, лавка, вапняний завод.
- Псарівка — колишнє державне й власницьке село при річці Десна, 902 особи, 145 дворів, православна церква, постоялий будинок, лавка, вапняний завод.
- Радичів — колишнє державне село при річці Десна, 1426 осіб, 250 дворів, православна церква, школа, постоялий будинок, 2 лавки, 2 водяних млини, крупорушка.
- Студинка — колишнє державне село при річці Лоска, 563 особи, 97 дворів.
- Ушівка — колишнє державне й власницьке село при річці Лоска, 346 осіб, 60 дворів, постоялий будинок, 3 водяних млини, 2 крупорушки, шкіряний завод.
- Шаболтасівка — колишнє державне й власницьке село, 987 осіб, 144 двори, православна церква, 2 постоялих будинки, лавка, 2 крупорушки.

1899 року у волості налічувалось 32 сільських громади, населення зросло до 14 008 осіб (6962 чоловічої статі та 7046 — жіночої).